# Bhimdatta
Bhimdatta (Nepali: भिम् डत्ता नगरपालिका), tot  2008 bij het einde van de monarchie Mahendranagar genaamd, (Nepalees: महेन्द्रनगर) is een stad (Engels: municipality; Nepalees: nagarpalika) in het uiterste zuidwesten van Nepal, en tevens de hoofdstad van het district Kanchanpur. De stad telde bij de volkstelling in 1991 62.050 inwoners, (2001) 80.839 inw., (2011) 104.599 inwoners, waarmee het de op acht na grootste stad van Nepal is.
Bhimdatta ligt 5 km ten oosten van de Indiase grens en 700 km ten westen van de hoofdstad Kathmandu.